# Herbert Wärnlöf
Herbert Wärnlöf, född 7 mars 1898 i Kristiania, död 29 december 1991 i Ystad, var en svensk journalist och tecknare. 

## Biografi
Herbert Wärnlöf var son till kontorschefen Johan August Wärnlöf och Helena Larsson och från 1929 gift med Birgit Afzelius samt bror till Gustaf Wärnlöf och farbror till Lena Wärnlöf. Han anställdes som medarbetare vid Göteborgs Handels- och Sjöfartstidning 1917 och var tidningens korrespondent i Berlin 1924–1928. Han var medarbetare i Morgontidningen 1932–1940 för att därefter återgå till Handels- och Sjöfarts-Tidningen. Han medverkade i Galleri Manetens utställning med tidningstecknare 1965 och i ett flertal samlingsutställningar. Han var verksam under signaturerna SIR, FLYING, JIB och H.W.

## Översättningar
- Koppla av! (You Can't Take It with You), Moss Hart och George S. Kaufman (otryckt översättning för Helsingborgs stadsteater, 1939)
- Livet är ju härligt (The Time of Your Life), William Saroyan (otryckt översättning för Helsingborgs stadsteater, 1944)